# Ross Blacklock
Pour les articles homonymes, voir Blacklock.
(en) Statistiques sur pro-football-reference
Ross Blacklock, né le 9 juillet 1998 à Missouri City au Texas, est un joueur américain de football américain. Depuis 2022, il évolue au poste de defensive end pour les Vikings du Minnesota en National Football League (NFL). Il a précédemment joué pour les Texans de Houston de 2020 à 2021.

## Biographie

### Jeunesse
Le père de Ross, Jimmy, a joué et a entraîné l'équipe de basket-ball des Globetrotters de Harlem. Grandissant à Missouri City au Texas, il devient un joueur étoile de football américain au lycée Elkins (en). Suivant sa saison senior avec les Knights du lycée Elkins, il est sélectionné pour jouer au All-American Bowl en 2016 et annonce verbalement qu'il se lie avec les Horned Frogs de TCU pour jouer au football américain pendant la diffusion du match.

### Carrière universitaire
Étudiant à la Texas Christian University, il évolue pour les Horned Frogs de TCU de 2016 à 2019. Lors de sa saison freshman, il devient un joueur partant. Il aide les Horned Frogs à remporter leur premier Big 12 Championship Game (en) et à remporter le Alamo Bowl 2017 par la marque 39-36 contre les Cardinal de Stanford. Ces performances invididuelles lui ont permis de remporter le titre de joueur défensif de l'année dans la Big 12 Conference et aussi le titre de Freshman All-American par la Football Writers Association of America,.
En août 2018, il souffre d'une blessure et manque l'entièreté de sa saison sophomore. Neuf mois plus tard, ses docteurs l'autorisent à revenir au jeu pour sa saison junior. Après une saison junior où il a été nommé dans la première équipe d'étoiles de la Big 12 Conference, il annonce faire l'impasse sur sa dernière année d'éligibilité pour se présenter à la draft de la NFL.

### Carrière professionnelle

#### Texans de Houston
Il est sélectionné au 40e rang global, lors du deuxième tour, par la franchise des Texans de Houston lors de la draft 2020. Les Texans ont reçu le choix dans l'échange qui a envoyé DeAndre Hopkins aux Cardinals de l'Arizona contre David Johnson.

#### Vikings du Minnesota
Le 30 août 2022, il est échangé avec un choix de septième tour aux Vikings du Minnesota en retour d'un choix de sixième tour.